# Fosse Dionne
A Fosse Dionne é uma fonte cárstica, localizada em Tonnerre, no departamento de Yonne, na França. É alimentado pela água da chuva nas colinas circundantes e também por pelo menos um rio subterrâneo. A Fosse Dionne é notável por causa de sua vazão média diária de 311 litros por segundo, e por até hoje ter sua origem ainda não desvendada.

## Hidrogeologia
A Fosse Dionne é um ponto focal hidrogeológico e uma fonte ressurgente. É alimentado principalmente pela água da chuva que entra nas camadas de calcário do período Jurássico do planalto cárstico ao redor de Tonnerre. Estudos via rastreamento de corantes demonstraram que parte da água da nascente vem do rio Laigne, que desaparece no subsolo no Gouffre de la Garenne em Villaines-en-Duesmois, a 43,5 quilômetros (27,0 milhas) de Tonnerre. Também existe uma ligação entre a nascente e o Gouffre d'Athée.
A vazão média é de 311 litros por segundo, mas em períodos de inundação (como em 15 de março de 2001) pode chegar a 3.000 litros por segundo. A vazão média varia entre 87 litros por segundo em agosto e 619 litros por segundo em janeiro.

## Exploração da caverna submersa
A nascente da fonte consiste em uma bacia profunda (daí o nome “fosse” [trad.  Fosso]). Ela se abre em uma câmara submersa com uma entrada de 2,5 metros de altura que é visível da superfície. A caverna inundada foi explorada por mergulhadores, apesar das dificuldades criadas por passagens estreitas e uma sucessão de sifões profundos que exigem paradas de descompressão frequentes. A primeira exploração conhecida foi realizada em 1955. A galeria desce inicialmente a um ângulo de 45° até uma profundidade de 32 metros. Além de uma constrição de 0,8 metros por 0,4 metros, a passagem sobe perto da superfície antes de afundar gradualmente até uma profundidade de −70 metros no limite de exploração de 370 metros. Como resultado de acidentes fatais, o mergulho subterrâneo na Fosse Dionne é estritamente regulamentado.